# Seria GP2 – Spa-Francorchamps 2011
Runda GP2 na torze Spa-Francorchamps – ósma runda mistrzostw serii GP2 w sezonie 2011.

## Wyniki

### Główny wyścig

#### Wyścig
Źródło: Wyprzedź Mnie!
| P                 | + / –     | Nr | Kierowca            | Konstruktor             | Okr. | Czas / Strata | Komentarz |
| ----------------- | --------- | -- | ------------------- | ----------------------- | ---- | ------------- | --------- |
| 1                 | Bez zmian | 8  | Christian Vietoris  | Racing Engineering      | 24   | 1h00m55,099   |           |
| 2                 | 1         | 5  | Jules Bianchi       | Lotus ART               | 24   | +0:02,862     |           |
| 3                 | 4         | 11 | Romain Grosjean     | DAMS                    | 24   | +0:04,571     |           |
| 4                 | 2         | 19 | Luca Filippi        | Scuderia Coloni         | 24   | +0:06,441     |           |
| 5                 | 6         | 22 | Brendon Hartley     | Ocean Racing Technology | 24   | +0:11,614     |           |
| 6                 | 6         | 7  | Dani Clos           | Racing Engineering      | 24   | +0:12,471     |           |
| 7                 | 6         | 16 | Fairuz Fauzy        | Super Nova Racing       | 24   | +0:18,906     |           |
| 8                 | 7         | 14 | Josef Král          | Arden International     | 24   | +0:17,391     |           |
| 9                 | 3         | 17 | Adam Carroll        | Super Nova Racing       | 24   | +0:19,364     |           |
| 10                | 15        | 27 | Davide Valsecchi    | Caterham Team Air Asia  | 24   | +0:20,228     |           |
| 11                | 3         | 23 | Johnny Cecotto Jr.  | Ocean Racing Technology | 24   | +0:22,899     |           |
| 12                | 8         | 9  | Sam Bird            | iSport International    | 24   | +0:23,358     |           |
| 13                | 9         | 12 | Pål Varhaug         | DAMS                    | 24   | +0:24,110     |           |
| 14                | 5         | 6  | Esteban Gutiérrez   | Lotus ART               | 24   | +0:31,304     |           |
| 15                | 1         | 24 | Max Chilton         | Carlin                  | 23   | +1 okr.       |           |
| 16                | 12        | 18 | Michael Herck       | Scuderia Coloni         | 23   | +1 okr.       |           |
| Niesklasyfikowani |           |    |                     |                         |      |               |           |
|                   |           | 4  | Giedo van der Garde | Barwa Addax Team        | 18   |               |           |
|                   |           | 10 | Marcus Ericsson     | iSport International    | 18   |               |           |
|                   |           | 20 | Rodolfo González    | Trident Racing          | 18   |               |           |
|                   |           | 15 | Jolyon Palmer       | Arden International     | 16   |               |           |
|                   |           | 25 | Michaił Aloszyn     | Carlin                  | 16   |               |           |
|                   |           | 21 | Stefano Coletti     | Trident Racing          | 15   |               |           |
|                   |           | 2  | Julián Leal         | Rapax Team              | 14   |               |           |
|                   |           | 1  | Fabio Leimer        | Rapax Team              | 7    |               |           |
|                   |           | 3  | Charles Pic         | Barwa Addax Team        | 1    |               |           |
|                   |           | 26 | Luiz Razia          | Caterham Team Air Asia  | 1    |               |           |
| P                 | + / –     | Nr | Kierowca            | Konstruktor             | Okr. | Czas / Strata | Komentarz |

#### Najszybsze okrążenie
| Nr | Kierowca    | Konstruktor | Czas     | Okr. |
| -- | ----------- | ----------- | -------- | ---- |
| 2  | Julián Leal | Rapax Team  | 2:00,526 | 12   |

#### Premia za najszybsze okrążenie w TOP 10
| Nr | Kierowca           | Konstruktor        | Czas     | Okr. |
| -- | ------------------ | ------------------ | -------- | ---- |
| 8  | Christian Vietoris | Racing Engineering | 2:01,641 | 3    |

### Sprint

#### Wyścig
Źródło: Wyprzedź Mnie!
| P                 | + / –     | Nr | Kierowca            | Konstruktor             | Okr. | Czas / Strata | Komentarz       |
| ----------------- | --------- | -- | ------------------- | ----------------------- | ---- | ------------- | --------------- |
| 1                 | 4         | 19 | Luca Filippi        | Scuderia Coloni         | 18   | 39:34,834     |                 |
| 2                 | 5         | 5  | Jules Bianchi       | Lotus ART               | 18   | +0:04,476     |                 |
| 3                 | 2         | 14 | Josef Král          | Arden International     | 18   | +0:06,857     |                 |
| 4                 | 2         | 11 | Romain Grosjean     | DAMS                    | 18   | +0:07,685     |                 |
| 5                 | 7         | 9  | Sam Bird            | iSport International    | 18   | +0:08,993     |                 |
| 6                 | 3         | 7  | Dani Clos           | Racing Engineering      | 18   | +0:12,952     |                 |
| 7                 | 7         | 6  | Esteban Gutiérrez   | Lotus ART               | 18   | +0:14,364     |                 |
| 8                 | 3         | 23 | Johnny Cecotto Jr.  | Ocean Racing Technology | 18   | +0:19,360     |                 |
| 9                 | 5         | 22 | Brendon Hartley     | Ocean Racing Technology | 18   | +0:19,634     |                 |
| 10                | Bez zmian | 27 | Davide Valsecchi    | Caterham Team Air Asia  | 18   | +0:20,192     |                 |
| 11                | 2         | 17 | Adam Carroll        | Super Nova Racing       | 18   | +0:21,472     |                 |
| 12                | 6         | 10 | Marcus Ericsson     | iSport International    | 18   | +0:22,033     |                 |
| 13                | 5         | 8  | Christian Vietoris  | Racing Engineering      | 18   | +0:22,348     |                 |
| 14                | 6         | 15 | Jolyon Palmer       | Arden International     | 18   | +0:22,917     |                 |
| 15                | 1         | 18 | Michael Herck       | Scuderia Coloni         | 18   | +0:23,672     |                 |
| 16                | 1         | 24 | Max Chilton         | Carlin                  | 18   | +0:27,960     |                 |
| 17                | 2         | 20 | Rodolfo González    | Trident Racing          | 18   | +0:28,510     |                 |
| 18                | 5         | 12 | Pål Varhaug         | DAMS                    | 18   | +0:28,540     |                 |
| 19                | 6         | 3  | Charles Pic         | Barwa Addax Team        | 18   | +0:28,853     |                 |
| 20                | 3         | 4  | Giedo van der Garde | Barwa Addax Team        | 18   | +0:29,374     |                 |
| 21                | 19        | 16 | Fairuz Fauzy        | Super Nova Racing       | 18   | +0:59,072     |                 |
| Niesklasyfikowani |           |    |                     |                         |      |               |                 |
|                   |           | 2  | Julián Leal         | Rapax Team              | 13   |               |                 |
|                   |           | 25 | Michaił Aloszyn     | Carlin                  | 13   |               |                 |
|                   |           | 26 | Luiz Razia          | Caterham Team Air Asia  | 12   |               |                 |
|                   |           | 1  | Fabio Leimer        | Rapax Team              | 7    |               |                 |
|                   |           | 21 | Stefano Coletti     | Trident Racing          | 15   |               | nie wystartował |
| P                 | + / –     | Nr | Kierowca            | Konstruktor             | Okr. | Czas / Strata | Komentarz       |

#### Najszybsze okrążenie
| Nr | Kierowca        | Konstruktor          | Czas     | Okr. |
| -- | --------------- | -------------------- | -------- | ---- |
| 10 | Marcus Ericsson | iSport International | 2:00,493 | 15   |

#### Premia za najszybsze okrążenie w TOP 10
| Nr | Kierowca     | Konstruktor     | Czas     | Okr. |
| -- | ------------ | --------------- | -------- | ---- |
| 19 | Luca Filippi | Scuderia Coloni | 2:00,566 | 7    |

### Lista startowa
| Team                    | Nr | Kierowca            |
| ----------------------- | -- | ------------------- |
| Rapax Team              | 1  | Fabio Leimer        |
| Rapax Team              | 2  | Julián Leal         |
| Barwa Addax Team        | 3  | Charles Pic         |
| Barwa Addax Team        | 4  | Giedo van der Garde |
| Lotus ART               | 5  | Jules Bianchi       |
| Lotus ART               | 6  | Esteban Gutiérrez   |
| Racing Engineering      | 7  | Dani Clos           |
| Racing Engineering      | 8  | Christian Vietoris  |
| iSport International    | 9  | Sam Bird            |
| iSport International    | 10 | Marcus Ericsson     |
| DAMS                    | 11 | Romain Grosjean     |
| DAMS                    | 12 | Pål Varhaug         |
| Arden International     | 14 | Josef Král          |
| Arden International     | 15 | Jolyon Palmer       |
| Super Nova Racing       | 16 | Fairuz Fauzy        |
| Super Nova Racing       | 17 | Adam Carroll        |
| Scuderia Coloni         | 18 | Michael Herck       |
| Scuderia Coloni         | 19 | Luca Filippi        |
| Trident Racing          | 20 | Rodolfo González    |
| Trident Racing          | 21 | Stefano Coletti     |
| Ocean Racing Technology | 22 | Brendon Hartley     |
| Ocean Racing Technology | 23 | Johnny Cecotto Jr.  |
| Carlin                  | 24 | Max Chilton         |
| Carlin                  | 25 | Michaił Aloszyn     |
| Caterham Team Air Asia  | 26 | Luiz Razia          |
| Caterham Team Air Asia  | 27 | Davide Valsecchi    |